# Абдаллах ибн Хусейн
Абдаллах ибн Хусейн или Абдалла ибн Хусейн (араб. عبد الله الأول بن الحسين‎; 2 февраля 1882, Мекка — 20 июля 1951, Восточный Иерусалим) — первый король Иордании (1946—1951) и основатель иорданской династии Хашимитов. С 1921 года эмир Трансиордании.

## Биография
Родился в Мекке в семье шерифа Хусейна ибн Али аль-Хашими. В 1896 году вместе с братом был отправлен в Стамбул ко двору османского султана на учёбу и в качестве заложников от семьи Хашимитов. В 1909—1916 годах был депутатом турецкого парламента и его вице-председателем. Был связан с английскими властями в Египте, участвовал в переговорах своего отца с англичанами о начале «восстания в пустыне» (1916—1918 гг.), в ходе которого возглавил партизанские действия восставших против османских гарнизонов в восточной части Аравийского полуострова. 

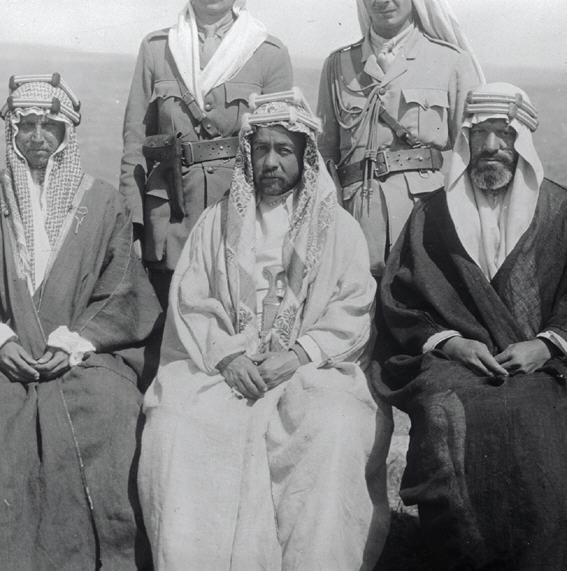
Абдаллах ибн Хусейн (в центре) в 1920 году

Был министром иностранных дел королевства Хиджаз и претендентом на престол Ирака. Когда его брат Фейсал в июле 1920 года был изгнан французами из Сирии Абдаллах был возведён своим отцом, королём Хиджаза Хусейном ибн Али, в ранг фельдмаршала и во главе 9-тысячного войска отправился на север с целью изгнания французов из Сирии. 21 ноября 1920 года он занял Маан — оазис на самом юге Сирийской пустыни с населением около 2-х тысяч человек, а 2 марта 1921 взял Амман, население которого составляло чуть более 10-ти тысяч человек. После этого Абдаллах провёл в Иерусалиме переговоры с министром по делам колоний Великобритании У. Черчиллем (поскольку в апреле 1920 года Великобритания получила мандат Лиги Наций на управление Заиорданьем). Стороны договорились об отделении Заиорданья от Палестины и учреждении на его территории отдельного эмирата Трансиордания. При этом Абдаллаху удалось убедить Черчилля передать трансиорданский престол именно ему, хотя первоначально в Лондоне собирались сделать эмиром его младшего брата Зейда ибн Хусейна. Кроме того, Абдаллах безуспешно пытался убедить Черчилля присоединить к Заиорданью Палестину.

### Эмир Трансиордании
Новый эмират был учреждён на пустом месте, поскольку ранее на территории Заиорданья не существовало какого-либо единого политического образования. По словам американского политолога Насира Арури, «государство-нация Иордания была искусственно создана в интересах иностранной державы и странствующего в поисках трона властителя», однако в дальнейшем Абдаллах всё же сумел «основать учреждения, никогда здесь не существовавшие, и заставить повиноваться народ, не привыкший к закону и порядку». По соглашению, достигнутому с Черчиллем, Абдаллах ибн Хусейн должен был сделать из Трансиордании полноценное государство, которое в дальнейшем могло бы стать независимым. При этом он обязался больше не вмешиваться в управление англичанами Сирией и Палестиной. Великобритания же обязалась оказывать Абдаллаху материальную, военную и иную поддержку, в частности, брала на себя финансирование создания и содержания полицейских сил нового эмирата. При этом англичане получили право назначать в Амман своего резидента и создать в Трансиордании свою военную авиабазу. Целью Великобритании было при помощи Абдаллаха, с одной стороны, оградить Трансиорданию от притязаний Хиджаза, а с другой — исключить её из сферы действия декларации лорда Бальфура, и при этом сохранить за собой функции внешнего представителя эмирата. 25 мая 1923 года было провозглашено о независимости эмирата Трансиордания «при сохранении международных обязательств Великобритании». Юридически это вывело эмират из-под формального контроля Лиги Наций и поставило под монопольный контроль Великобритании.
Абдаллах начал формировать аппарат государственного управления, полицию и вооружённые силы эмирата из прибывших вместе с ним в Заиорданье хиджазцев и выходцев из Сирии, Палестины, Ирака, Египта и Судана (в первом правительстве Абдаллаха был всего один коренной иорданец), что вызывало недовольство местного населения, которое с османских времён пользовалось широкой автономией. Осознавая многовековые связи между населением западного и восточного берегов Иордана, Абдаллах активно привлекал палестинцев в аппарат управления Трансиордании — трое из назначавшихся им премьер-министров были палестинцами (Тауфик Абу-ль-Худа, Самир Рифаи и Ибрахим Хашим). Армия Трансиордании, получившая название «Арабский легион», к сентябрю 1923 года составляла 1 200 человек. Под командованием британских офицеров и при поддержке британской авиации она вела непрерывные бои с местными бедуинами и феодальными кланами, не спешившими признавать над собой власть Абдаллаха. Важное положение в армии занял шериф Шакир ибн Зейд, личный друг Абдаллаха и один из руководителей «восстания в пустыне» 1916 года. Личная гвардия эмира формировалась во многом из представителей местных черкесской и чеченской диаспор, которые в дальнейшем стали формировать офицерский состав Арабского легиона и привлекались к государственной службе (лидер местной черкесской общины Саид аль-Муфти даже занимал должность премьер-министра).
Позиция Абдаллаха по отношению к декларации лорда Бальфура 1917 года совершенно не совпадала с позицией других арабских государств: эмир Трансиордании был не против учреждения государства Израиль на территории Палестины (при условии, что сионистская колонизация никак не затронет земли Заиорданья) и пользовался в этом вопросе полной поддержкой англичан. Причиной было то, что Абдаллах рассчитывал в случае раздела Палестины получить часть её областей. Реально оценивая положение дел, Абдаллах понимал, что сионисты располагают более сильной армией, а арабские силы разобщены. При этом он всегда публично настаивал на том, что Восточный Иерусалим должен остаться арабским. Полностью поддерживая политику Великобритании на Ближнем Востоке, Абдаллах стремился превратить свой небольшой эмират в огромное арабское государство, включавшее в себя Сирию, Ливан, часть Палестины, Ирак и Хиджаз, и рассчитывал, что британцы помогут ему в его борьбе с Ибн Саудом, уже захватившим Хиджаз. Кроме того, как и все Хашимиты, Абдаллах считал, что после распада Османской империи арабы должны воссоздать халифат во главе с потомком Пророка Мухаммеда (то есть, во главе с самим Абдаллахом ибн Хусейном).
20 февраля 1928 года в Иерусалиме был подписан англо-трансиорданский договор, оформивший все достигнутые к тому времени соглашения между Абдаллахом и Лондоном. По условиям договора, верховная власть над Трансиорданией закреплялась за эмиром Абдаллахом, однако контроль за внешней политикой, концессиями, финансами и законотворчеством эмирата оставался за Великобританией, причём содержание английской резидентуры в Трансиордании должно было производиться за счёт казны эмирата. Абдаллах обязался руководствоваться рекомендациями британцев практически во всех вопросах внешней и внутренней политики, а за Лондоном было закреплено право свободно размещать и использовать свои войска в Трансиордании, формировать, обеспечивать и контролировать местную армию эмирата и даже объявлять военное положение. Во все основные учреждения эмирата были назначены британские советники. За время правления Абдаллаха его советниками были многие британские военные, включая таких всемирно известных деятелей как Томас Лоуренс и Джон Филби. В 1930 году в Трансиорданию прибыл британский капитан Джон Бэгот Глабб, который за 3 года сумет привести к покорности мятежные заиорданские племена и организовал «бедуинскую верблюжью полицию». В 1939 году он возглавил войска эмирата (Арабский легион) и вскоре реорганизовал их в небольшую, но эффективную армию. За свои заслуги Глабб в последствии получил от эмира Абдаллаха чин фельдмаршала и титул паши.
В апреле 1928 года Абдаллах ввёл в действие первую конституцию Трансиордании, в соответствии с которой эмир обладал неограниченной властью. Эмир по своему усмотрению формировал и распускал состоящее из шести человек правительство (Исполнительный совет), он же созывал и распускал парламент эмирата (Законодательный совет), состоявший из 16-ти человек (9-ти арабов-мусульман, 3-х арабов-христиан, 2-х черкесов и 2-х бедуинов) и избиравшийся посредством двухступенчатых выборов. В 1929 году прошли выборы в Законодательный совет, в которых приняли участие не более 3% населения. В том же году вновь избранный парламент ратифицировал англо-трансиорданский договор, подписанный 20 февраля 1928 года, после чего основная часть бюджета эмирата была направлена на развитие военной инфраструктуры, прежде всего, на строительство дорог и авиабаз в Аммане и эль-Мафраке. Ставший уже хроническим дефицит бюджета компенсировался повышением налогов и финансовой помощью Великобритании.
Во внутренней политике Абдаллах продолжал опираться на выходцев из других стран, мало привлекая коренных жителей Трансиордании к управлению эмиратом. С апреля 1921 по май 1936 года Абдаллах 18 раз менял состав своего правительства, причём из 8 человек, возглавлявших в этот период кабинет министров, не было ни одного трансиорданца. Из 65 министров, входивших в состав этих правительств, уроженцами Заиорданья били лишь 17, остальные были выходцами из Хиджаза, Сирии, Палестины, Ливана и Ирака (двое из них даже имели подданство Великобритании). Всё это способствовало укреплению абсолютной власти эмира, поскольку члены правительства не имели прочных связей среди местного населения и были обязаны своим положением лично эмиру Абдаллаху (или близостью к британским властям). Неудивительно, что эти правительства, как правило, не пользовались популярностью у местного населения. Основным критерием при выборе кандидата на административную должность был высокий уровень лояльности и личной преданности эмиру. По мнению американского политолога Насира Арури, именно по этой причине Абдаллах особо благоволил местной черкесской общине (численностью около 12 тысяч человек), а также местным христианам (численностью около 110 тысяч человек), которые, как и черкесы, опасались произвола и анархии со стороны местных арабов-мусульман, особенно бедуинов. И черкесы и христиане получили от Абдаллаха существенные привилегии при формировании парламента.
Утвердив свою власть внутри страны, Абдаллах начиная с 1933 года стал активно вмешиваться в межарабские споры в соседних странах, прежде всего в дела Палестины, часть территории которой он рассчитывал присоединить к своему эмирату. Имея самую протяжённую и плохо охраняемую границу с Палестиной, Абдаллах при поддержке англичан препятствовал пропуску туда оружия и добровольцев из других арабских стран, преследуя палестинских повстанцев, отступавших на территорию Трансиордании. Британские власти возвели на палестино-иорданской границе проволочные заграждения и минные поля, а также в полтора раза увеличили численность охранявшего границы Арабского легиона. Эмир Абдаллах был назначен главнокомандующим Арабским легионом, которым фактически командовал начальник штаба Дж. Б. Глабб, а также получил от Лондона право учреждать консульства Трансиордании в других арабских странах. С началом Второй мировой войны Абдаллах заверил Лондон в своей безусловной поддержке и ввёл в стране военное положение. Согласно закону 1935 года об обороне Трансиордании, Абдаллах как главнокомандующий войсками эмирата получил чрезвычайные полномочия по управлению страной, однако фактически эти полномочия перешли к начальнику штаба Дж. Б. Глаббу.
После военного переворота в Ираке весной 1941 года Абдаллах принял у себя сторонников и членов иракской ветви династии Хашимитов — в Трансиордании было учреждено «правительство Ирака в эмиграции» во главе с регентом Абдул Иллахом и бывшим премьером Нури ас-Саидом. Поскольку пришедший к власти в Ираке Рашид Али аль-Гайлани придерживался открыто прогерманской позиции, войска Абдаллаха во главе с Дж. Б. Глаббом совместно с английскими войсками взяли Багдад 31 мая 1941 года и восстановили пробританский режим Абдул Иллаха.

### Король Иордании
Стремясь укрепить положение эмира Абдаллаха, 22 марта 1946 года Великобритания заключила с ним договор «О дружбе и союзе», согласно которому мандат Лиги Наций над Трансиорданией окончательно утрачивал силу. Вслед за этим, 25 мая 1946 года Законодательный совет Трансиордании переименовал страну в «Иорданское хашимитское королевство» и объявил его «полностью независимым государством» под управлением наследственного монарха. Абдаллах ибн Хусейн стал первым королём Иордании, но при этом обязался консультироваться с Лондоном по всем внешнеполитическим вопросам. В королевстве остались британские войска, а во всех государственных органах — британские советники. Арабский легион под командованием Джона Бэгота Глабба (Глабб-паши) продолжал финансироваться Лондоном. 1 февраля 1947 года Абдаллах обнародовал новую Конституцию Иордании, закрепившую сильную власть короля и ограниченные полномочия парламента.
Перед началом первой Арабо-израильской войны король Иордании фактически подержал создание Государства Израиль. С одной стороны, Абдаллах был категорически против учреждения рядом со своим королевством независимой Палестинской республики (особенно, во главе с его давним противником Амином аль-Хусейни), с другой — рассчитывал расширить свои владения в результате возможного раздела подмандатной Палестины. Уже 17 ноября 1947 года Абдаллах начал тайные переговоры с представителем израильского руководства Голдой Меерсон и договорился о передаче ему арабской части Палестины в обмен на признание Иорданией будущего государства Израиль. Несмотря на это, на следующий день после провозглашения государства Израиль король Иордании вместе с главами других арабских государств объявил ему войну, более того, Абдаллах был избран главнокомандующим объединённых арабских войск в Палестине. Иорданский Арабский легион под командованием Глабб-паши активно включается в военные действия и в мае 1948 года при поддержке иракских войск занимает районы к северо-западу и западу от Мёртвого моря, включая Рамаллах, Иерихон и Восточный Иерусалим.
В период заключённого при содействии ООН перемирия (10 июня—8 июля 1948 года) противоречия между королём Абдаллахом, поддерживаемым Великобританией, и другими арабскими странами вышли на новый уровень. Абдаллах был готов признать раздел Палестины при условии передачи ему её арабской части, лидеры же других арабских государств выступали за сохранение единой Палестины с преобладанием в ней арабов. Пока длилось перемирие, Абдаллах совершил тур по арабским столицам, призывая своих арабских союзников к прекращению войны. Ещё до начала войны Абдаллах создал Бюро Палестины, куда вошли его сторонники из числа пробритански настроенных феодалов, чиновников и крупных торговцев. Абдаллах открыто противопоставлял Бюро Палестины Арабскому верховному комитету во главе с Амином аль-Хусейни, которого признавали представителем Палестины все другие арабские лидеры, и не признал ни учреждённое 22 сентября в Газе общепалестинское правительство во главе с Ахмадом Хильми-пашой, ни созванную 30 сентября Палестинскую арабскую ассамблею во главе с Амином аль-Хусейни. После возобновления военных действий Арабский легион Абдаллаха при поддержке иракских войск занял восточную и центральную часть Палестины (Западный берег реки Иордан). Абдаллах рассчитывал получить эти территории под свою власть и не собирался воевать дальше. 3 апреля 1949 года Иордания заключила перемирие с Израилем.
Позиция короля Абдаллаха, не признававшего (вместе с правительствами США и Британии) палестинское правительство Хильми-паши в Газе, блокировавшего попытки арабских государств договориться друг с другом и не пришедшего на помощь египетской армии, разбитой израильтянами в пустыне Негев, вызывала крайнее неодобрение в арабском мире (особенно в Египте). 3 октября 1948 года Абдаллах распустил подчинявшиеся Амину аль-Хусейни подразделения «аль-Джихад аль-Мукаддас», базировавшиеся в аннексированных Иорданией районах Палестины, и развернул пропагандистскую кампанию против правительства Хильми-паши. 1 октября в Аммане прошёл митинг палестинских беженцев во главе с главой конгресса улемов шейхом аль-Фаруки, который попросил Абдаллаха стать протектором Палестины. В других городах Иордании и Западного берега реки Иордан также прошли собрания с требованием присоединения Палестины к Иордании. 15 октября коптский епископ Иерусалима провозгласил Абдаллаха королём Палестины, а 1 декабря 1948 года собравшийся в Иерихоне Национальный Палестинский конгресс (около 2 тысяч представителей палестинской знати, купцов, чиновников и феодалов) во главе с шейхом аль-Джабари объявил Абдаллаха «королём всей Палестины» (13 декабря это решение было одобрено парламентом Иордании). После заключения перемирия с Израилем Абдаллах включил в состав своего правительства трёх палестинцев, а послом в США назначил палестинца Юсуфа Хейкала, бывшего мэра Яффы. В итоге Абдаллаху удалось добиться изоляции палестинского правительства в Газе, а Палестинская арабская ассамблея после сентября 1948 года больше не собиралась. 24 апреля 1950 года парламент Иордании официально объявил о включении в состав Иорданского хашимитского королевства Западного берега реки Иордан, все палестинцы были уравнены в правах с иорданцами, а в новое правительство Абдаллах назначил почти столько же палестинцев, сколько и иорданцев.

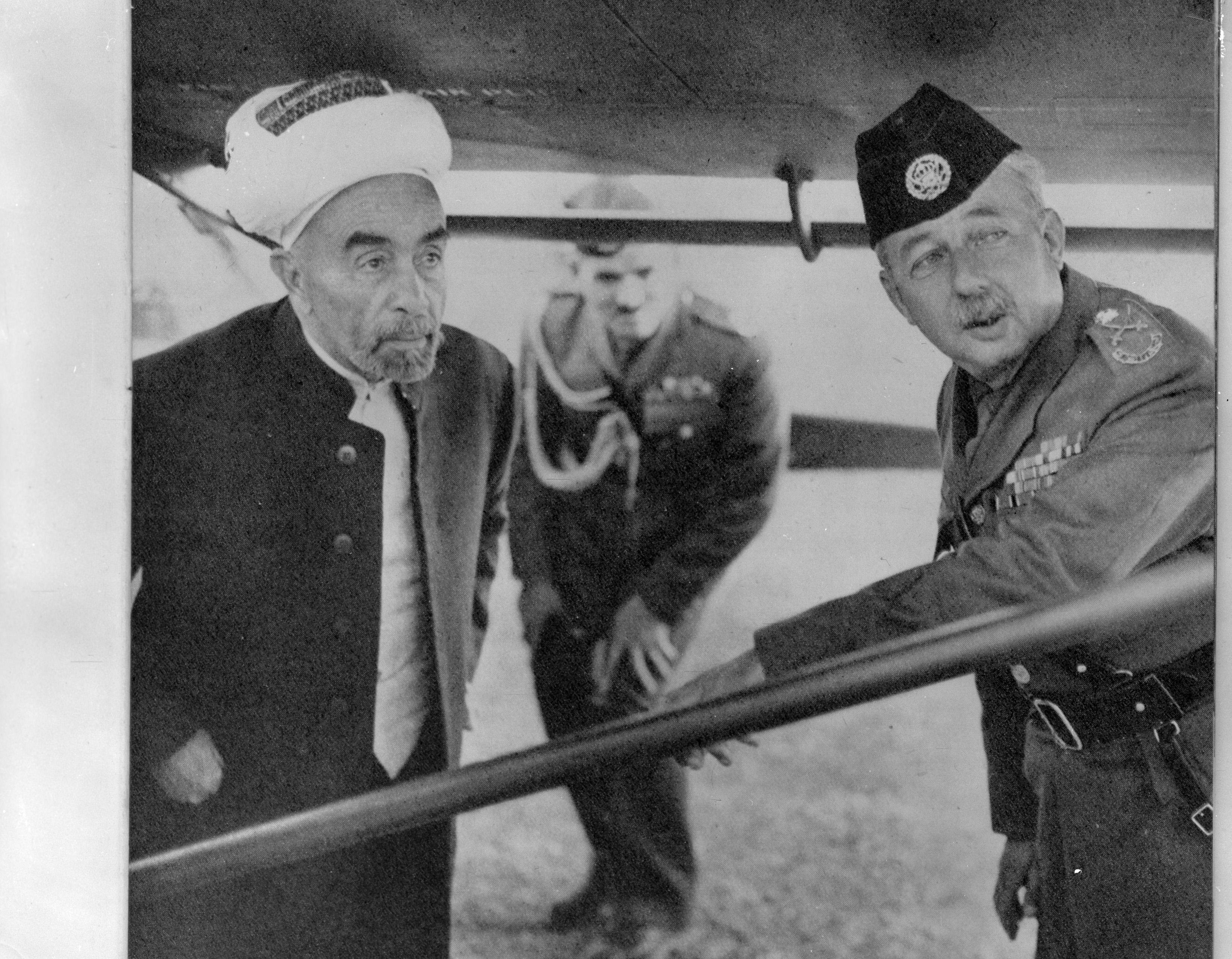
Король Абдаллах и английский генерал Джон Бэгот Глабб (Глабб-паша). 1 января 1951 г.

20 июля 1951 года король Абдаллах был убит членом палестинской националистической организации «аль-Джихад аль-Мукаддас». Не имевший боевого опыта двадцатилетний портной Мустафа аль-Ашу застрелил Абдаллаха на пороге мечети Аль-Акса на Храмовой горе Иерусалима, после чего выстрелил в его внука Хусейна, сопровождавшего короля при посещении мечети (принца спасла висевшая на груди медаль, о которую расплющилась пуля). В этот момент солдаты королевского эскорта застрелили террориста. По словам Хусейна, перепуганная свита короля почти молниеносно разбежалась. Убийство Абдаллаха не стало случайностью, поскольку своей политикой в отношении Палестины он нажил множество врагов. Его ненавидели, прежде всего, палестинцы, возлагавшие на него вину за неудачу в создании независимого арабского государства в Палестине. Кроме того, у него был ожесточённый конфликт с королём Египта Фаруком, а египетская пропаганда постоянно называла Абдаллаха «предателем дела арабов». Не любили короля Иордании и в Лиге арабских государств, которую он зачастую третировал. Сам Абдаллах в частных разговорах допускал возможность покушения, заявляя «лучше быть убитым, чем стать старым и немощным». Вспоминая об Абдаллахе, его внук Хусейн назвал его «превосходным стариком, горячим и иногда самовластным, который превратил Трансиорданию в счастливую, улыбающуюся страну».
Убийство короля вызвало волну арестов и репрессий, в стране было введено военное положение, некоторые организации были распущены. В газетах Великобритании, США и Израиля убийство Абдаллаха было названо ударом по стабильности на Ближнем Востоке, личные соболезнования высказали Уинстон Черчилль и британский премьер Клемент Эттли. Иракские Хашимиты предложили объединить Иорданию с Ираком в единое королевство, а сирийский диктатор Адиб аш-Шишакли потребовал присоединить Иорданию к Сирии. Внутри страны разгорелся спор о престолонаследии: старший сын покойного короля эмир Талал ибн Абдаллах не поддерживал пробританский политический курс отца, к тому же был болен и находился на лечении в Швейцарии. Против воцарения Талала выступили влиятельные придворные круги, которые провозгласили регентом королевства второго сына Абдаллаха принца Наифа, сторонника продолжения сближения с Великобританией. Тем не менее, у Талала нашлись сторонники в правительстве, а за пределами страны его права на престол поддержали США. 5 сентября 1951 года парламент провозгласил Талала новым королём Иордании. На следующий день он вернулся из Швейцарии и был коронован в Аммане. Его брат Наиф в тот же день покинул королевство.

## Дети

### Сыновья
- Талал ибн Абдалла (1909—1972)
- Наиф ибн Абдалла (1914—1983)

### Дочери
- Хайя бинт Абдулла (1907—1990)
- Мунира бинт Абдулла (1915—1987)
- Мукбула бинт Абдулла (1921—2001)
- Найфен бинт Абдалла (1950—2000)

## Воинские звания
- Фельдмаршал Иорданской арабской армии (Field Marshal Jordan Arab Army, 1948)
- Фельдмаршал египетской армии (Field Marshal Egyptian Army, 1949, почётное звание)
- Коммодор ВВС Великобритании (Commodore RAF, с 30 октября 1940, почётное звание)

## Награды
- Рыцарь Большого креста Ордена Британской империи (GBE), 1920[23]
- Большая лента Ордена Междуречья (Ирак), 1922
- Рыцарь Командор Ордена Святого Михаила и Святого Георгия, 1927
- Великий Орден Хашимитов (Ирак), 1932
- Орден Фейсала I 1 класса (Ирак), 1932
- Рыцарь Большого креста Ордена Святого Михаила и Святого Георгия, 1935
- Медаль Серебряного юбилея короля Георга V, 1935
- Медаль Коронации короля Георга VI, 1937
- Цепь Ордена Мухаммеда Али (Египет), 1948
- Цепь Ордена Пехлеви (Иран), 1949
- Большой крест Ордена военных заслуг в белом (Испания), 1949
- Большая лента Ордена Омейядов (Сирия), 1950